# 그레그 호프먼
그레그 호프먼(Gregg Hoffman, 1963년 6월 11일 ~ 2005년 12월 4일)은 미국 애리조나주 피닉스 출신의 영화 제작자로, 그가 제작자로 참여한 《쏘우》와 《쏘우 2》로 유명해졌다. 2005년, 캘리포니아주 할리우드의 한 병원에서 42세의 나이로 생을 마감했다.

## 참고 문헌
1. ↑  〈Saw movie producer dies aged 42〉, 《BBC》, 2005년 12월 7일